# José Sánchez González
José Sánchez González (Fuenteguinaldo, 30 de outubro de 1934), é sacerdote, jurista e teólogo espanhol que foi bispo auxiliar de Oviedo entre 1980 e 1991 e bispo de Sigüenza-Guadalajara entre 1991 e 2011. Foi secretário-geral e porta-voz da Conferência Episcopal Espanhola entre 1993 e 1999.
Desde sua aposentadoria, ele mora em sua cidade natal e colabora celebrando alguns serviços religiosos.

## Biografia

### Formação infantil e acadêmica
Segundo dos seis filhos de Nicolás Sánchez González e Obdulia González Galán, camponeses. Depois de frequentar a escola primária de Fuenteguinaldo até junho de 1945, ingressou no Seminário Diocesano de Cidade Rodrigo, para estudar Humanidades (1945-1950), Filosofia (1950-1953) e o primeiro curso de Teologia (1953-1954). Continuou seus estudos em Teologia (1954-1957) e Direito Canônico (1957-1959), concluindo a licenciatura em ambas as disciplinas na Pontifícia Universidade de Salamanca. Foi ordenado sacerdote da Diocese de Cidade Rodrigo de Salamanca em 5 de abril de 1958 pelo bispo de Salamanca, Dom Francisco Barbado y Viejo, OP.

### Cuidado pastoral na Alemanha
Depois de passar um ano de prática pastoral no Convictorio de Cidade Rodrigo (1959-1960), foi pároco da paróquia de Oedheim-Kocher (Diocese de Rotemburgo-Estugarda). Posteriormente, de outubro de 1960 a outubro de 1962, foi coadjutor da paróquia de Plöchingen, da mesma diocese e, ao mesmo tempo, capelão dos residentes espanhóis no arciprestado de Eslinga do Necar.
De outubro de 1961 a outubro de 1968, foi capelão dos católicos espanhóis residentes em Estugarda. Posteriormente, fez doutorado em Teologia. Entre março de 1972 e março de 1980, foi delegado dos capelães espanhóis na Alemanha, residindo em Bonn. Participou também do Sínodo das Dioceses Alemãs da República Federal, entre 1972 e 1975.

### Pastoral na Espanha, como Bispo
São João Paulo II nomeou-o, em 15 de janeiro de 1980, bispo titular de Rubicão e auxiliar da Arquidiocese de Oviedo, sendo consagrado bispo em 19 de março de 1980. Desde novembro de 1980 é membro da Comissão Episcopal de Migração.
E onze anos depois, em 11 de setembro de 1991, João Paulo II o nomeou bispo da Diocese de Sigüenza-Guadalajara, cargo em que permaneceu até que sua renúncia foi aceita por motivo de maioridade em 2 de fevereiro de 2011. Desde então foi Administrador Apostólico da Diocese até a posse de seu sucessor, D. Atilano Rodríguez, em 2 de abril de 2011. Atualmente reside em sua cidade natal, Fuenteguinaldo.

### Cargos na Santa Sé e na Conferência Episcopal Espanhola
Além de seu trabalho pastoral à frente da diocese asturiana primeiro, e depois em castelhano La Mancha, Dom Sánchez ocupou vários cargos em nível nacional e internacional.
No que se refere à Santa Sé, João Paulo II o nomeou, em 30 de janeiro de 1995, como membro do Pontifício Conselho para as Migrações e, em 29 de abril de 1999, como membro do Pontifício Conselho para as Comunicações Sociais. Ele renunciou aos dois cargos em 2010 e 2009, respectivamente.
Da mesma forma, a nível europeu, também ocupou o cargo de presidente da Comissão Pastoral para as Migrações do Conselho das Conferências Episcopais da Europa (CCEE) desde 3 de novembro de 2006.
Em relação à Conferência Episcopal Espanhola, ocupou os seguintes cargos:
- Membro da Comissão Episcopal de Migração, desde novembro de 1980 até a presente data. Ele está encarregado da responsabilidade da Pastoral de la Carretera e das Feiras e Circos.
- Secretário Geral da Conferência Episcopal, de 18 de fevereiro de 1993 a 23 de abril de 1998.
- Presidente da Comissão Episcopal de Migração, de 2005 a 2011.
- Presidente da Comissão para as Mídias Sociais de 5 de março de 1999 a 8 de março de 2005.

### Prêmios e reconhecimentos
```
   Medalha de honra da República Federal da Alemanha, concedida pelo Governo Alemão, na sua embaixada em Madri.
   Medalha de Honra pela Emigração, concedida pelo (Ministério do Trabalho e Imigração, 14 de novembro de 2011), na Fundação Pablo VI de Madrid. 
```